# Talloria
La Talloria, o anche "il" Talloria (Telòira in dialetto langarolo), è un torrente che scorre nel territorio collinare delle Langhe, in provincia di Cuneo: da esso prendono il nome la valle da esso attraversata e la frazione di Diano d'Alba ivi situata, che è chiamata Valle Talloria. È affluente di destra del fiume Tanaro.

## Percorso
Il suo corso, piuttosto breve (circa 20 chilometri), ha origine nel comune di Albaretto della Torre: dopo una rapida discesa si incanala in una valle stretta ma di pendenza moderata e, seguendo grossomodo la direzione sudest/nordovest, attraversa i territori dei comuni di Sinio, Serralunga d'Alba, Diano d'Alba e Grinzane Cavour. Giunto a Gallo, frazione di Grinzane Cavour, il letto del torrente piega in direzione di Alba, verso nord-est: qui scorre per due chilometri circa in una pianura prima di sfociare nel Tanaro tra i centri abitati di Roddi ed Alba.

## Regime idrico
La Talloria ha un regime idrico tipicamente torrentizio, con accentuate magre estive (anche se le secche sono frequenti solo durante le estati più calde) e piene temporanee dopo i nubifragi. La portata è modestissima, pari in media a 1,8 metri cubi al secondo, ma in occasione di eventi alluvionali può aumentare in modo straordinario e distruttivo, come accadde durante l'alluvione dei giorni 5 e 6 novembre 1994: in tale occasione l'abitato di Gallo subì gravi allagamenti.